# Клан Макінтош

Емблема (хрест) клану Макінтош.

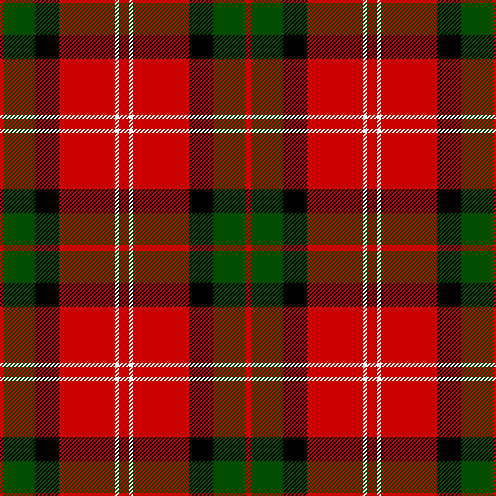
Тартан клану Макінтош.

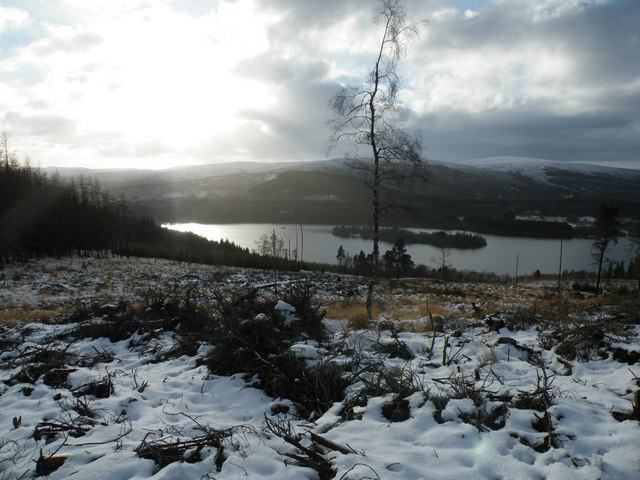
Озера Лох Мой – на острові цього озера був замок Мой – резиденція вождів клану Маккінтош. Не слід плутати цей замок з іншим замком Мой на Лох Б’ю на острові Малл – резиденцією вождів клану МакЛейн.

Клан Макінтош – (шотл. – Clann Mackintosh, гельск. - Clann Mhic an Tòisich) – один з кланів гірської Шотландії (Гайленд). Володів землями в Інвернесс (шотл. – Inverness). Вожді клану Макінтош є одночасно вождями конфедерації кланів Хаттан.
Гасло клану: «Не чіпайте кота без рукавичок!» (Натяк на емблему клану).
Гімн клану: «Loch Moigh» - «Озеро Мой».
Символ клану: брусниця, самшит та рослина «ведмежі вушка».

## Історія клану Макінтош

### Походження
Назва клану Макінтош – гельською Мік ан Тойшіх (Mhic an Tòisich) перекладається як «син вождя». Історичні перекази клану Макінтош стверджують, що першим вождем і засновником клану був Шоу – другий син Дункана МакДаффа (гельск. - Duncan MacDuff) – графа Файф з королівської династії королівства Дал Ріада. У 1160 році Шоу МакДафф супроводжував короля Шотландії Малкольма IV у військовому поході на придушення повстання в Морейширі. У 1163 році він був констеблем в замку Інвернесс в долині Фіндхорн. Центром і серцем землі клану Макінтош є земля Петті. Там же ховали вождів клани Макінтош. У 1179 році Шоу МакДаффу успадкував його син, що теж мав ім’я Шоу.

### ХІІІ століття - шотландсько-норвезька війна
У 1263 році під час шотландсько-норвезької війни Феркухар Макінтош – V вождь клану Макінтош привів свій клан на битву під Ларгс з армією короля Норвегії Хокона IV. Пізніше, у 1265 році Феркухар Макінтош загинув під час поєдинку і залишив свої володіння і титул у спадок своєму малолітньому сину Ангусу.

### Утворення конфедерації кланів Хаттан
Ангус Макінтош виховувався при дворі свого дядька – Олександра Островитянина , лорда Островів, вождя клану Дональд. У 1291 році Ангус одружився з Євою – єдиною дочкою Дугала Дала – вождя клану Хаттан. Як придане він взяв землі Гленлой (гельск. – Glenloy) та землі навколо озера Лох Аркайг (гельск. - Loch Arkaig). Ангус та Єва жили в замку Тор на землях клану Хаттан. Пізніше жили в землях Рохемурхус (гельск. – Rothiemurchus). В результаті згуртування навколо себе інших кланів та укладання військових спілок він почав утворення конфедерації кланів Хаттан, яку очолили вожді клану Макінтош. Проте їхнє керівництво конфедерацією заперечувалося вождями клану МакФерсон, які теж входили в конфедерацією, але претендували на керівництво. З цього часу історія клану Макінтош і історія конфедерації Хаттан збігалися.

### XIV століття – війна за незалежність Шотландії
Протягом війни за незалежність Шотландії клан Макінтош підтримував борця за незалежність Шотландії і майбутнього короля вільної Шотландії Роберта Брюса.

### Війни кланів
Клан Макінтош вів війни проти інших шотландських кланів – в першу чергу проти клану Камерон. Ця ворожнеча тривала понад 350 років. У 1337 році відбулась битва під Друмлуй (гельск. – Drumlui) між кланами Макінтош та Камерон. Причиною війни були суперечки щодо земель Гленлуй та Лох Аркайг. У 1370 році відбулась битва під Інвернаховен між кланом Камерон та конфедерацією кланів Хаттан. У 1396 році відбулась битва під Норс Інч між цими ж супротивниками.

### XV століття – війни кланів тривають
IX вождю клану Макінтош – Феркухару Макінтошу довелось поступитися лідерством на користь Малкольма Макінтоша – сина VII вождя клану. Малкольм Макінтош був сильним лідером і значно посилив вплив клану і розширив його володіння. Він ворогував з кланом Комін. З цим кланом клан Макінтош ворогував ще з часів Роберта Брюса. У 1424 році клан Комін захопив землі клану Макінтош – землі Мейкл Геддес (шотл. - Meikle Geddes) та Райт (шотл. – Rait). Але клан Макінтош у відповідь почав війну і знищив багатьох людей з клану Комін. У свою чергу Комін напав на землі Мой і безуспішно намагався захопити замки клану Макінтош. По завершенні війни була спроба примирення: клани зустрілися в замку Райт – замку, що належав тоді клану Комін. Але зустріч завершилась різаниною – люди з клану Макінтош вирізали вождів клану Комін.
Клан Макінтош брав участь в битві під Лохабер у 1429 році. Битва була між силами на чолі з Олександром Островитянином – графом Росс, III лордом Островів та армією короля Шотландії Якова І. Битва відбулася у Вербну Неділю 1429 року. Бій відбувся між силами конфедерації Хаттан і кланом Камерон.
Битва під Крайг Кайлох (шотл. - Craig Cailloch) відбулась у 1441 році. Клан Макінтош за намовою лорда Островів напав на землі клану Камерон. У цій битві другий син вождя клану Макінтош – Лахлан Баделох (шотл. - Lachlann Badenoch) був поранений, а Гілле Халіум (шотл. - Gille Chaluim) – його брат – вбитий.
У 1454 році відбулась битва під Клахнахаррі (гельск. – Clachnaharry) між кланом Макінтош та кланом Монро на чолі з вождем клану Джоном Манро Мілтауном.
У 1491 році відбувся рейд на землях графства Росс. Рейд здійснив клан МакКензі проти кланів МакДональд з Лохалша, МакДональд з Кланраналда, Камерон та проти конфедерації кланів Хаттан, яку очолював клан Макінтош. Бої розгорнулися в тому числі за замок Інвернесс, який зайняв і захищав клан Макінтош.

### XVI століття – продовження війн кланів
У 1570 році відбулась битва під Бун Гарбайн (гельск. - Bun Garbhain) між кланами Макінтош та Камерон. Домнал Дув Камхрон (гельск. - Domhnall Dubh Camshròn) – XV вождь клану Камерон помер, лишивши малолітнього сина Айлена (гельск. – Ailean) на чолі клану.  Під час битви вождь клану Макінтош був вбитий Дональдом Тайллером Дувом на Туайге Камероном (гельск. - Donald Taillear Dubh na Tuaighe Cameron) грізною сокирою «Лохабер».
У 1594 році відбулася битва під Гленлівет (гельск. – Glenlivet) в якій клан Макінтош та клани конфедерації Хаттан воювали на стороні графа Аргайл, що виступив разом з кланами Кемпбелл, Стюарт з Атолла, Форбс. Союзники зазнали поразки від армії графа Хантлі до складу якої входили клани Гордон, Комін, Камерон.

### XVII століття – громадянська війна на Британських островах
Під час громадянської війни на Британських островах клан Макінтош підтримував Джеймса Грема, І маркіза Монроз протягом всієї компанії Карла І в Англії.
У 1665 році були сутички між конфедерацією Хаттан, яку очолював клан Макінтош та кланом Камерон.
У 1668 році відбулась битва під Марлой (шотл. – Mulroy). На той час клани Макінтош та Камерон тимчасово перебували в стані миру. Вождь клану Камерон – сер Еобанн (гельск. – Eòbhann) як піг підтримував мир з колишніми ворожими кланами. Але коли вождь клану Камерон Еобанн Камхрон (гельск. - Eòbhann Camshròn) був з візитом в Лондоні, ворожнеча між кланами спалахнула з новою силою. Почались збройні сутички. що переросли у війну - об'єднані сили кланів Камерон і МакДональд перемогли клани Макінтош та МакКензі.

### XVIII століття – повстання якобітів
У 1715 року спалахнуло повстання якобітів. Клан Макінтош був вірний справі Стюартів. Лахлан Макінтош (шотл. - Lachlan Mackintosh) привів під прапори повстанців 800 воїнів. Командував ними його двоюрідний брат Макінтош Борлум. Вони зазнали поразки під час битви під Престоном (шотл. – Preston). Після поразки повстання багато людей з клану Макінтош були відправлені на заслання в Америку.
У 1745 році спалахнуло в Шотландії нове повстання якобітів. Ангус Макінтош, XXI вождь клану Макінтош — був капітаном британського полку «Чорна Варта». Він був зобов’язаний воювати проти повстанців. Але в його відсутності його дружина леді Анна Фаркухарсон-Макінтош (шотл. - Lady Anne Farquharson-MacKintosh) підняла клан на повстання. Крім свого клану вона підняла на постання клани МакГілліврей та МакГілліврей з Данмаглас. Саме люди цих кланів відіграли вирішальну роль у перемозі повстанців під Фалкірк Муйр (шотл. - Falkirk Muir) у 1746 році. Після цієї перемоги принц Карл Едвард Стюарт – претендент на трон короля Шотландії від повстанців прибув в замок Мой до леді Анни. 500 солдат урядових військ оточили замок і хотіли схопити принца Чарльза. Проте вони були дезінформовані – їм повідомили, нібито до замку йде вся армія якобітів. Солдати відступили і принц Чарльз благополучно втік. Ця подія ввійшла в історію як «Рут Мой». У битві під Куллоден у 1746 році клан Макінтош і вся конфедерація Хаттан понесла важкі втрати.

## Вождь клану
Сучасним вождем клану Макінтош є Джон Лахлан Макінтош (1969 р.н.). У 1995 році він став вождем клану і нині живе в Сингапурі. Він очолює відділення історії на гуманітарному факультеті жіночої вищої школи Нан’ян. Він одружився з місс Ванессою Хен у березні 2014 року.

## Замки клану Макінтош
- Замок Мой Холл (шотл. - Moy Hall) – нинішня резиденція вождів клану Макінтош.
- Замок Мой (шотл. - Castle on Moy Island) – на острові Мой на озері Лох Мой. Нині від цього замку лишилися одні руїни.
- Замок Борлум (шотл. - Borlum Castle) – був резиденцією якобітів та гілки клану Макінтош Борлум.
- Замок Стюрт (шотл. - Castle Stuart) – колись належав Джейсму Стюарту – графу Морей, потім був захоплений кланом Макінтош, була суперечка щодо замку, але була досягнута домовленість.
- Замок Куллоден Хаус (шотл. - Culloden House) – біля Інвернесс. Належав клану Макінтош, але був проданий клану Форбс у 1626 році.
- Замок Кеппох (шотл. - Keppoch Castle) – був резиденцією вождів клану МакДональд з Кеппоха. Була суперечка за цей замок, замок перейшов до клану Макінтош у 1690 році.
- Замок Райт (шотл. - Rait Castle) – біля Найрн (Інвернесс). Володів замком клан Комін. потім клан Макінтош, потів клан Кемпбелл з Кавдора. У цьому замку відбулась різанина – клан Комін був майже повністю вирізаний в цьому замку. У цьому замку викинули з вікна дочку лайрда і кажуть, що її привид досі блукає замком. Герцог Камберленд знаходився у цьому замку до самої своєї перемоги у битві під Куллоден у 1746 році.
- Замок Тор (шотл. - Tor Castle) – біля Форт Вільям (Лохабер). Належав клану Макінтош, але був захоплений кланом Камерон у XIV столітті.